# BE HAPPY 恋のやじろべえ
「BE HAPPY 恋のやじろべえ」（ビーハッピー こいのやじろべえ ）は、タンポポの8枚目のシングル。2002年9月26日に発売された。

## 概要
本作ではモーニング娘。の飯田圭織、矢口真里、加護亜依が抜け、モーニング娘。の石川梨華、紺野あさ美、新垣里沙、メロン記念日の柴田あゆみ、以上の新編成4人でリリースされた。
初回仕様特典にはトレーディングカードが封入されている。
初動売上40,070枚で、総計売上は60,450枚。オリコンチャート5位を獲得した。

## 収録曲
全作詞・作曲：つんく
1. BE HAPPY 恋のやじろべえ
編曲：永井ルイ　リズムトラックアレンジ：DJ DRAGON
2. やるときゃやらなきゃ女の子
編曲：鈴木俊介
3. BE HAPPY 恋のやじろべえ (Instrumental)

## 参加ミュージシャン
BE HAPPY 恋のやじろべえ
- キーボード&ギター&ベース&コーラス&プログラミング：永井ルイ
- リズムトラックプログラミング：DJ DRAGON
- コーラス：タンポポ・つんく・稲葉貴子

やるときゃやらなきゃ女の子
- ギター＆プログラミング：鈴木俊介
- ドラム：佐野康夫
- パーカッション：坂井秀彰
- コーラス：原田真理子